# Les Noës
Les Noës ist eine französische Gemeinde mit 208 Einwohnern (Stand: 1. Januar 2022) im Département Loire in der Region Auvergne-Rhône-Alpes (vor 2016: Rhône-Alpes). Les Noës gehört zum Arrondissement Roanne und zum Kanton Renaison.

## Geographie
Les Noës liegt etwa 17 Kilometer westlich von Roanne am Forez und am Fluss Renaison, der hier aufgestaut wird. Umgeben wird Les Noës von den Nachbargemeinden Saint-Rirand im Norden, Renaison im Osten, Arcon im Süden sowie Saint-Nicolas-des-Biefs im Westen.

## Bevölkerungsentwicklung
| Jahr                       | 1962 | 1968 | 1975 | 1982 | 1990 | 1999 | 2006 | 2017 |
| Einwohner                  | 278  | 241  | 179  | 163  | 148  | 163  | 151  | 208  |
| Quellen: Cassini und INSEE |      |      |      |      |      |      |      |      |